# Montauban Challenger 2002
Il Montauban Challenger 2002 è stato un torneo di tennis facente parte della categoria ATP Challenger Series nell'ambito dell'ATP Challenger Series 2002. Il torneo si è giocato a Montauban in Francia dal 2 al 7 luglio 2002 su campi in terra rossa.

## Vincitori

### Singolare
Richard Gasquet ha battuto in finale  Oscar Serrano-Gamez con il punteggio di 7–5, 6–1

### Doppio
Oliver Marach /  Oleg Ogorodov hanno battuto in finale  Federico Browne /  Christian Kordasz con il punteggio di 7–5, 7–6(3)